# Marjal d'Almenara
Marjal d'Almenara este o arie protejată (arie specială de conservare — SAC, sit de importanță comunitară — SCI) din Spania întinsă pe o suprafață de 1.496,98 ha, integral pe uscat.

## Localizare
Centrul sitului Marjal d'Almenara este situat la coordonatele 39°44′20″N 0°11′48″W / 39.7389°N 0.1967°V.

## Înființare
Situl Marjal d'Almenara a fost declarat sit de importanță comunitară în decembrie 1997 pentru a proteja 1 specie de plante și 4 specii de animale. Situl a fost protejat și ca arie specială de conservare în octombrie 2021.

## Biodiversitate
Situată în ecoregiunea mediteraneană, aria protejată conține 14 habitate naturale: Dune mobile de-a lungul țărmului cu Ammophila arenaria („dune albe”), Vegetație anuală la limita mareei, Tufărișuri halofile mediteraneene și termo-atlantice (Sarcocornetea fruticosi), Dune de pe litoral fixate cu Crucianellion maritimae, Pajiști umede mediteraneene cu ierburi înalte de Molinio-Holoschoenion, Pășuni mediteraneene udate de apa mării (Juncetalia maritimi), Lagune de coastă, Stepe sărăturate mediteraneene (Limonietalia), Dune mobile cu vegetație embrionară, Mlaștini calcaroase cu Cladium mariscus și specii de Caricion davallianae, Dune cu vegetație ierboasă Malcolmietalia, Liziere de ierburi înalte hidrofile de câmpie și de nivel montan până la alpin, Lacuri eutrofice naturale cu vegetație de tip Magnopotamion sau Hydrocharition, Ape puternic oligomezotrofe cu vegetație bentonică cu Chara spp..
La baza desemnării sitului se află mai multe specii protejate:
- plante (1): Kosteletzkya pentacarpos
- pești (2): Aphanius iberus, Valencia hispanica
- reptile (2): țestoasa de baltă (Emys orbicularis), Mauremys leprosa

Pe lângă speciile protejate, pe teritoriul sitului au mai fost identificate 2 specii de plante, 2 specii de nevertebrate, 1 specie de pești.